# Agricio
San Agricio (también conocido por Agricio de Tréveris o Agritius) (ca. 260 - ca. 329, 333 o 335) fue obispo de Tréveris en el siglo IV. Una tradición local del siglo IX dice que era Patriarca de Antioquía. A instancias de la Emperatriz Elena, madre de Constantino, el Papa Silvestre I le nombró obispo de Tréveris. Uno de los pocos hechos probados es que San Agricio se presentó en el Concilio de Arlés en 314 y firmó las actas como obispo de su diócesis, y se le concedió la primacía sobre todos los obispos de la Galia y Germania. Agricio se quejó del paganismo que estaba invadiendo la región de Alemania, que había sido evangelizada casi dos siglos antes, una queja que continuó su sucesor San Maximino. 
San Atanasio, que venía a Tréveris procedente del exilio en 335 o 336, hace referencia al trabajo de San Agricio en Tréveris, donde se dedicó a construir allí iglesias y a establecer relaciones más estrechas con el centro de la cristiandad. Santa Elena le animó en esta tarea y le envió una parte de las preciosas reliquias descubiertas por ella en Tierra Santa. Así llegaron a Tréveris uno de los clavos de la cruz, el cuchillo de la Última Cena, los restos del Apóstol Matías así como los de los santos Lázaro y Marta y la Santa Túnica. 